# Hidden Falls (Wyoming)
Die Hidden Falls sind Wasserfälle des Cascade Creek im Grand-Teton-Nationalpark im Westen des US-Bundesstaates Wyoming. Die Wasserfälle fallen etwa 30 m am östlichen Ende des Cascade Canyon hinab, bevor sich der Cascade Creek in den Jenny Lake entwässert. Der Wasserfälle erreicht man am einfachsten per Bootsfähre über den Jenny Lake zum Eingang des Cascade Canyon. Von dort aus folgt man dem Cascade Canyon Trail für knapp 2 km zu den Aussichtspunkten an den Wasserfällen. Eine weitere Möglichkeit ist die 8,4 km lange Wanderung auf dem Jenny Lake Trail um den See herum. Besonders im Sommer gehören die Hidden Falls zu den beliebtesten Sehenswürdigkeiten im Grand-Teton-Nationalpark.

## Belege
1. ↑  Naturalatlas: Hidden Falls. Abgerufen am 21. März 2021 (englisch).
2. ↑  Hidden Falls (U.S. National Park Service). Abgerufen am 21. März 2021 (englisch).
3. ↑  AllTrips.com: Hidden Falls, Wyoming: Grand Teton National Park. Abgerufen am 21. März 2021 (englisch).